# Vulliens
Vulliens is een gemeente en plaats in het Zwitserse kanton Vaud en maakt sinds 1 januari 2008 deel uit van het Broye-Vully. Voor 2008 maakte de gemeente deel uit van het toenmalige district Oron. Vulliens telt 422 inwoners.
De vader van filantrope Jenny Enning (1810-1880), Jean-Daniel Cavin, was uit Vulliens afkomstig.